# Batalha de Santa Clara
A Batalha de Santa Clara foi uma série de eventos no final de dezembro de 1958 que levou à libertação da cidade cubana de Santa Clara por revolucionários sob o comando de Che Guevara.
A batalha foi uma vitória decisiva para os rebeldes lutando contra o regime do general Fulgencio Batista onde no prazo de 12 horas depois da captura da cidade as forças de Batista fugiram de Cuba e Fidel Castro declarou vitória total.